# Quan hệ Afghanistan – Việt Nam
Quan hệ Afghanistan – Việt Nam đề cập đến quan hệ ngoại giao giữa Afghanistan và Việt Nam.

## Lịch sử
Hiện tại không có quan hệ ngoại giao giữa hai nước châu Á nhưng trước đây đã có. Các mối quan hệ được hình thành vào ngày 16 tháng 9 năm 1974, trong thời đại Cộng hòa Afghanistan của Daoud Khan và Chiến tranh Việt Nam thời đại Cộng hòa xã hội chủ nghĩa Việt Nam.
Đại sứ quán Việt Nam được mở tại Kabul vào năm 1978 dưới chế độ Afghanistan sau Cách mạng Saur. Cả hai nước Việt Nam và Afghanistan đều là nhà nước cộng sản và là đồng minh của Liên Xô.
Trong một cuộc tranh luận Liên hợp quốc vào tháng 1 năm 1980, Việt Nam là một trong bốn quốc gia duy nhất ủng hộ sự can thiệp của Liên Xô vào Afghanistan.
Hai nước đã ký hiệp định miễn thị thực ngoại giao vào năm 1987.
Sau năm 1992, khi chính phủ xã hội chủ nghĩa ở Afghanistan sụp đổ, Việt Nam đã đóng cửa đại sứ quán tại quốc gia này. Đại sứ quán Afghanistan tại Việt Nam sau đó cũng đóng cửa vào tháng 6 năm 1993. Đại sứ quán tại Kabul được công nhận đại sứ quán Việt Nam tại Pakistan, trong khi đại sứ quán tại Hà Nội được công nhận đại sứ quán Afghanistan ở Trung Quốc.
Việt Nam công nhận chính phủ Hamid Karzai của Afghanistan vào tháng 12 năm 2001 và sau đó đã cung cấp hỗ trợ nhân đạo dưới hình thức hàng hóa.
Vào tháng 1 năm 2018, Janan Mosazai trở thành Đại sứ đặc mệnh toàn quyền Afghanistan tại Việt Nam và gặp Thứ trưởng Việt Nam Đặng Đình Quý.
Vào năm 2020, Đại sứ Afghanistan tại Sri Lanka Ashraf Haidari đã gặp người đồng cấp Việt Nam Phạm Ngọc. Haidari đã nhận xét rằng:
Chúng tôi rất lấy cảm hứng từ sự vươn lên nhanh chóng của Việt Nam và những tiến bộ đáng chú ý trong tất cả các lĩnh vực phát triển bền vững, sau những năm chiến tranh của đất nước. Đó là lý do tại sao chúng tôi mong muốn học hỏi những bài học liên quan từ Việt Nam để áp dụng vào Afghanistan sau xung đột và hậu hòa bình.